# Шейн, Иоганн Герман

Шейн. Сборник духовных мадригалов «Израильский источник» (1623), титульная страница

Иоганн Герман Шейн, правильнее Шайн (нем. Johann Hermann Schein; 20 января 1586, Грюнхайн (ныне Грюнхайн-Байерфельд), Саксония — 19 ноября 1630, Лейпциг) — немецкий композитор и капельмейстер. Шейн — один из наиболее значительных (наряду с С. Шейдтом и Г. Шютцем) композиторов раннего немецкого барокко.

## Биография
С 1599 года певчий придворной капеллы в Дрездене, где его учителем музыки был придворный капельмейстер нидерландского происхождения Рогир Михаэль (Rogier Michael). В 1603-07 жил в известной гимназии Шульпфорта (близ Наумбурга), где продолжил обучение музыке у Бартоломея Шера (Scheer) и Мартина Рота (Roth). В 1607 вернулся в Дрезден, в 1608 поступил на юридический факультет Лейпцигского университета. Будучи студентом-юристом в 1609 опубликовал свой первый опус — сборник светской вокальной музыки «Venus Kräntzlein» («Венчик Венеры»). В 1612 окончил Лейпцигский университет. В 1615—16 в Веймаре — капельмейстер при дворе герцога саксен-веймарского Иоганна Эрнста. С 1616 года до конца жизни кантор лейпцигской церкви Святого Фомы (в обязанности Шейна входило также преподавание латыни и пения в Томасшуле) и руководитель городской музыки (Musikdirektor) Лейпцига. Около 1626 года здоровье Шейна резко ухудшилось (страдал от туберкулёза, камней в почках и др. болезней). Две поездки на курорт в Карлсбад не помогли, и в 1630 году в возрасте 44 лет Шейн скончался.

## Творчество
В первой половине XVII века в Германии высоко чтили «трёх великих Ш» — Г. Шютца, Шейна и С. Шейдта. Шейн писал как духовную, так и светскую музыку — вокальную и инструментальную.
Основные сочинения в области духовной музыки: духовные концерты (2 сборника «Opella nova», 1618 и 1626; в первом хоровые, во втором — хоровые и сольные) и мотеты (сборник «Cymbalum Sionium sive cantiones sacrae», 1615). «Канционал» Шейна — крупнейший на момент публикации (1627, R 1645) сборник протестантских хоралов (4-голосных обработок лютеранских духовных песен).
Как и Шютц, Шейн много писал в итальянском стиле, например, трёхголосные вилланеллы в трёх сборниках под названием «Непритязательная музыка» («Musica boscareccia»; 1621, 1626, 1628), мадригалы в сборнике «Пастушьи развлечения» («Diletti pastorali. Hirten Lust», 1624). При этом «итальянские» вилланеллы и мадригалы Шейна написаны не на итальянские, а на немецкие (в том числе, библейские) тексты. Юмористический характер носит сборник Шейна «Студенческий пир» («Studenten-Schmauß», 1626). Издание состоит из пяти застольных песен, некоторые из которых выходят за рамки «чистой» развлекательности (как «Frischauf, ihr Klosterbrüder mein» — «Освежитесь, братья мои»).
Образец «высокого» стиля Шейна — сборник духовных мадригалов «Израильский источник» («Israelis Brünnlein», альтернативное авторское название — итал. Fontana d'Israel; всего 26 пьес), изданный в Лейпциге в 1623 году. Помимо ветхозаветных цитат (Псалтирь, Притчи Соломоновы, Исаия, Бытие, Экклезиаст и др.), которые составили большинство распеваемых текстов, Шейн положил на музыку один фрагмент из Апокалипсиса и два рифмованных стихотворения неизвестного автора — предположительно собственного производства. К теноровому поголоснику Шейн написал обращение к знати и чиновникам города Лейпцига, а к партии basso continuo — «ко всем знатокам и любителям музыки», из которых следует, что мадригалы сборника использовались в жизни города как «музыка на случай» — они приурочивались к таким событиям как свадьба, похороны, выборы городского совета, присуждение почётного звания и т. п. Все пьесы написаны «в итальянской мадригальной манере» («auff Italian-madrigalische Manier») на пять голосов — за исключением последней, написанной на шесть голосов. «Итальянская манера» очевидна в использовании типичных для позднего итальянского мадригала риторических фигур и изысканной хроматической гармонии — и то другое отмечается, например, в «Da Jakob vollendet hatte» (№10) и «Die mit Tränen säen» (№3). В качестве возможной стилевой модели Шейна рассматривается прежде всего К. Монтеверди. В отличие от Шютца, Шейн никогда не был в Италии и не брал уроки у итальянских мастеров.
Шейн охотно писал также светскую инструментальную музыку как, например, 20 сюит в сборнике «Музыкальное пиршество» («Banchetto musicale», 1617). Он также рекомендовал свои вокальные сочинения для альтернативного исполнения силами инструментального ансамбля.

## Издания сочинений
- Neue Ausgabe sämtlicher Werke, hrsg. v. Adam Adrio, Arno Forchert u.a. 10 Bde. Kassel: Bärenreiter, 1963—2010 (новое — критическое — издание сочинений Шейна):

1. Bd.1. Israelsbrünnlein 1623. Geistliche Madrigale zu 5 Stimmen und Generalbass (1963)
2. Bd.2/1. Cantional oder Gesangbuch Augsburgischer Konfession 1627/1645. Teil 1 (1965)
3. Bd.2/2. Cantional oder Gesangbuch Augsburgischer Konfession 1627/1645. Teil 2 (1967)
4. Bd.3/1. Cymbalum Sionium, sive Cantiones Sacrae, 1615. 18 Motetten zu 5 und 6 Stimmen (1994)
5. Bd.3/2. Cymbalum Sionium, sive Cantiones Sacrae, 1615. 12 Motetten zu 8, 10, 12 Stimmen und eine Canzon zu 5 Stimmen (1997)
6. Bd.4. Opella nova I, 1618 (1973)
7. Bd.5. Opella nova II, 1626 (1986)
8. Bd.6. Venuskränzlein, 1609; Studentenschmaus 1626 (1995)
9. Bd.7. Musica Boscareccia: Villanellen zu 3 Stimmen mit Generalbaß, 1621, 1626, 1628 (1989)
10. Bd.8. Diletti pastorali, 1624. Weltliche Madrigale zu 5 Stimmen und Generalbass (1969)
11. Bd.9. Banchetto Musicale, 1617. 20 suiten zu 5 Stimmen (1967)
12. Bd.10/1. Gelegenheitskompositionen: Motetten und Konzerte zu 2 bis 6 Stimmen (2004)
13. Bd.10/2. Gelegenheitskompositionen: Motetten und Konzerte zu 7 bis 24 Stimmen (2005)
14. Bd.10/3. Gelegenheitskompositionen: Kantionalsätze und weltliche Kompositionen (2008)
15. Bd.10/4. Gelegenheitskompositionen: Fragmente sowie Werke zweifelhafter Zuschreibung (2010)

- Sämtliche Werke, Bde. I—VII, hrsg.v. A. Prüfer. Leipzig, 1901—1923 (старое издание)

## Дискография (выборка)
- Banchetto musicale. Venus Kränzlein (анс. Гесперион XX (Саваль) / Virgin Classics / 1983)
- Israelsbrünnlein (хор Dresdner Kreuzchor / LP Eterna / 1984)
- Israelsbrünnlein (анс. Rheinische Kantorei / Capriccio / 1989)
- Israelsbrünnlein (Ensemble Vocal Européen (Херревеге) / harmonia mundi / 1995)
- Banchetto musicale (анс. Accademia del Ricercare / Stradivarius / 1995)
- Fontana d’Israel (анс. Cantus Cölln / deutsche harmonia mundi / 1996)
- Diletti pastorali (анс. Cantus Cölln / deutsche  harmonia mundi / 1998)
- Psalmen Davids. Motets (анс. La Capella Ducale / Glissando / 1999)
- Fontana d’Israel (анс. Weser-Renaissance / CPO / 2004)
- Opella Nova - Fontana d'Israel (анс. Sagittarius / Hortus / 2010)